# International Journal of Mass Spectrometry
International Journal of Mass Spectrometry (ook International Journal of Mass Spectrometry and Ion Processes) is een internationaal, aan collegiale toetsing onderworpen wetenschappelijk tijdschrift op het gebied van de
massaspectrometrie.
De naam wordt in literatuurverwijzingen meestal afgekort tot Int. J. Mass Spectrom.
Het wordt uitgegeven door Elsevier en verschijnt tweemaandelijks.
Het eerste nummer verscheen in 1998.